# Parque nacional de las Cien Islas
El Parque nacional de las Cien Islas (Pangasinan: Kapulo-puloan o Taytay-Bakes) se localiza en la provincia de Pangasinan en el norte de Filipinas. Se encuentra administrativamente incluido en la ciudad de Alaminos de Pangasinán. Las islas (124 en marea baja y 123 en la marea alta) se encuentran dispersas a lo largo del Golfo de Lingayen y ocupan una superficie de 18,44 kilómetros cuadrados (4557 acres). Se cree que tienen alrededor de dos millones de años. Sólo tres de ellas han sido desarrollados para los turistas: la isla del Gobernador, la isla de Quezón, y la Isla de los Niños.

## Imágenes

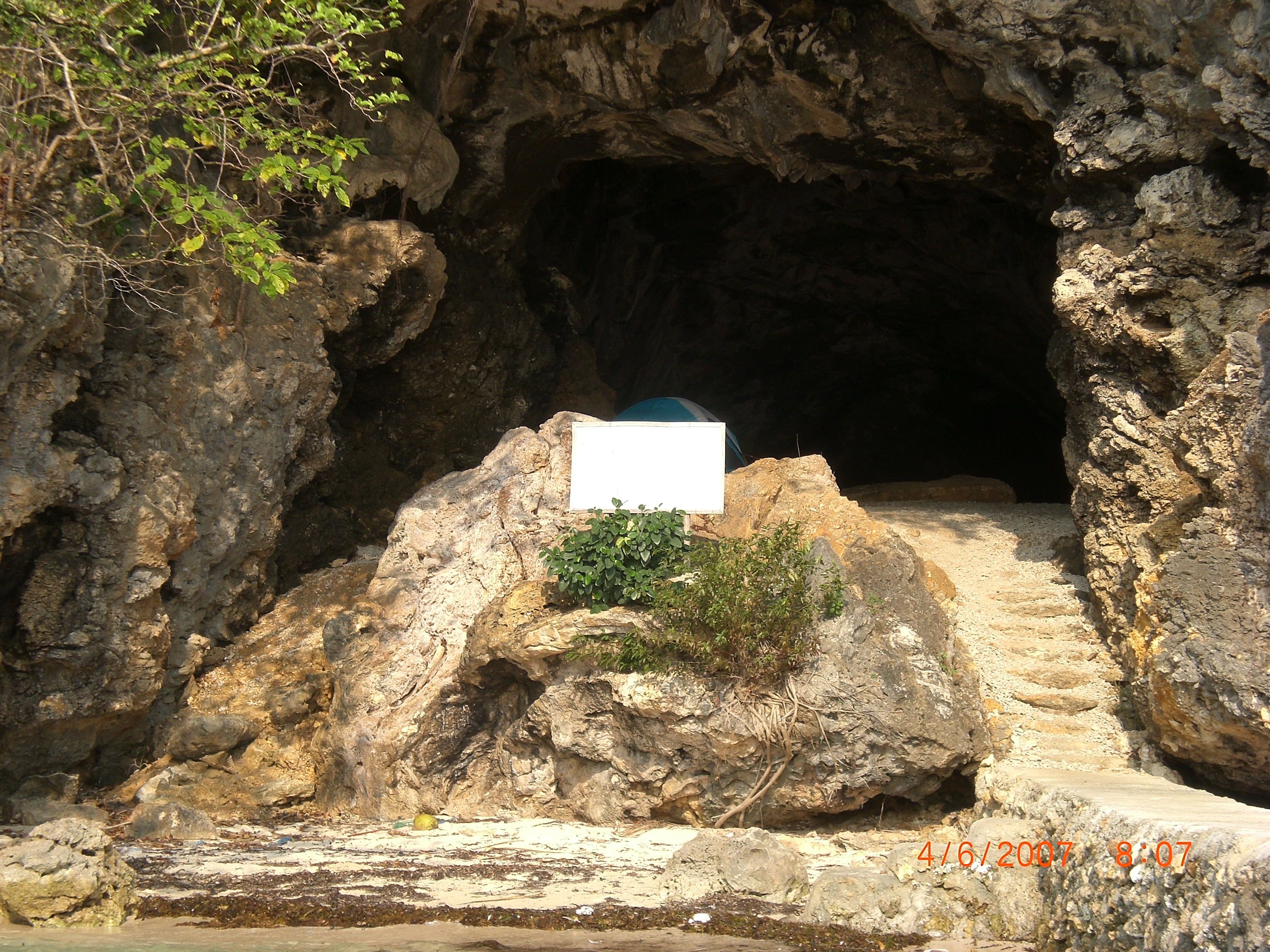
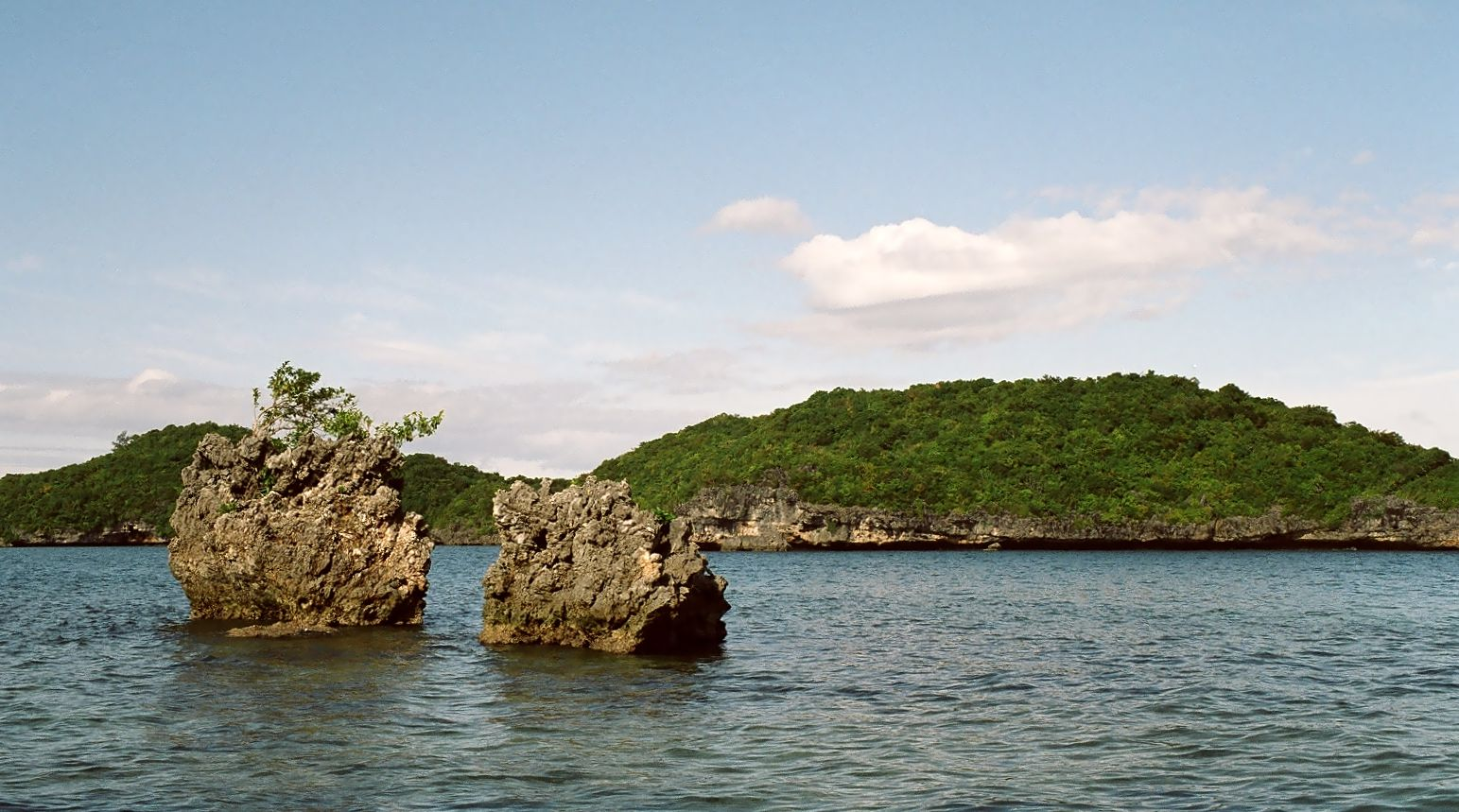
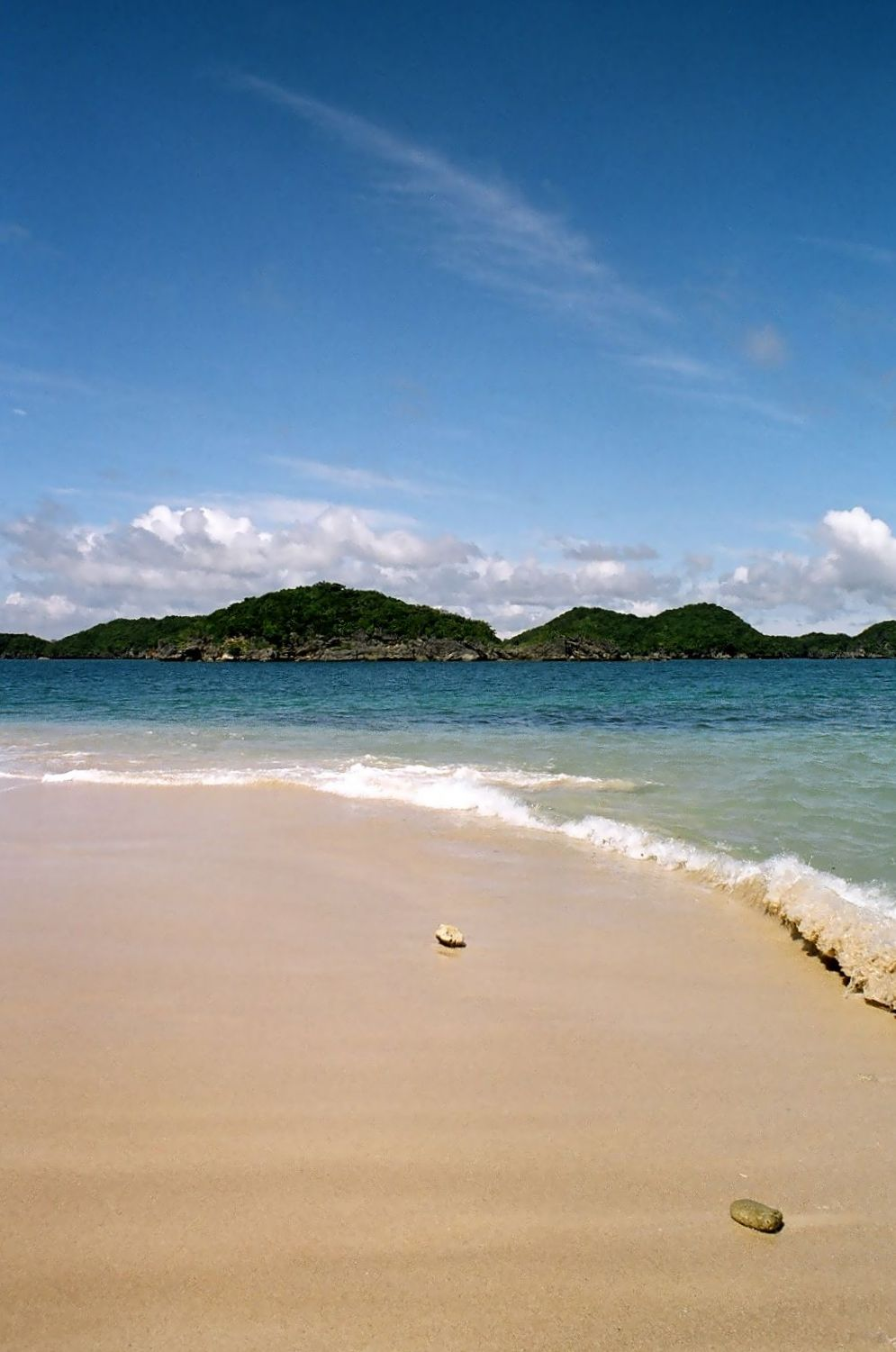
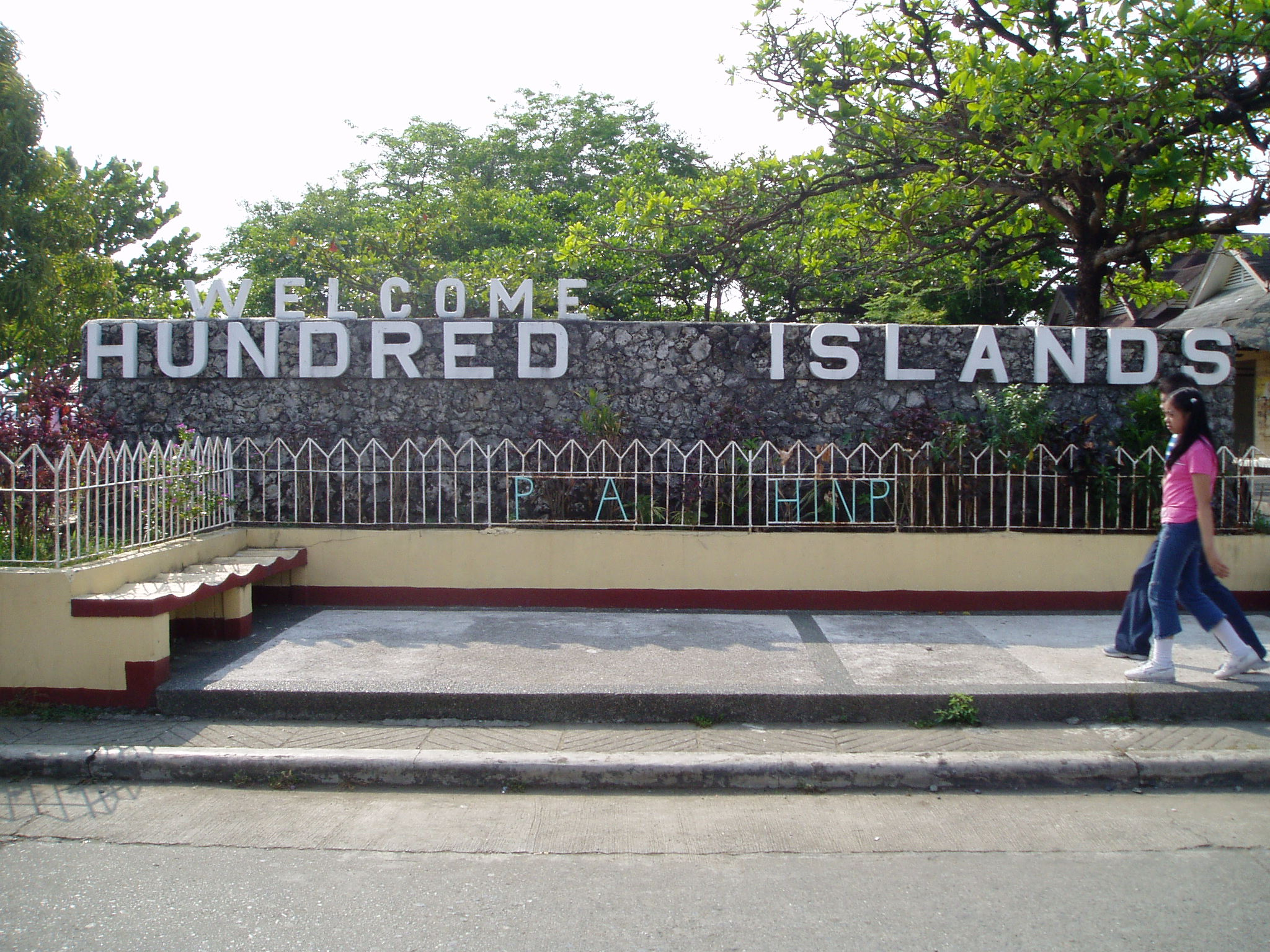
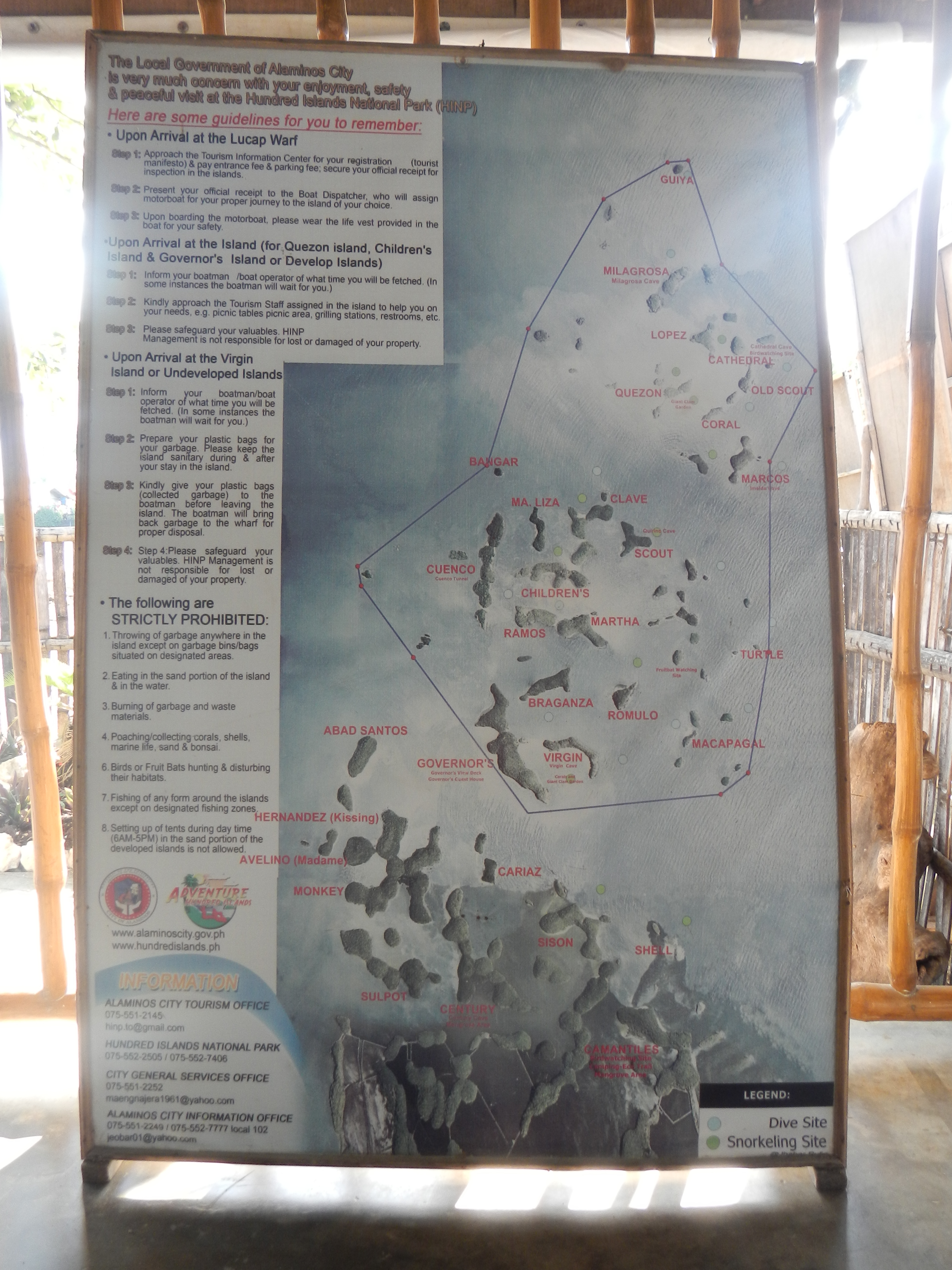